# スズキ自販福島
株式会社スズキ自販福島（スズキじはんふくしま、英: SUZUKI JIHAN FUKUSHIMA CORPORATION Inc.）は、スズキの福島県内における中核販売会社である。

## 沿革
- 1972年12月25日 - 会社設立[1]

## 営業所
- スズキアリーナ郡山南/U's STATION郡山：郡山市南
- スズキアリーナ福島：福島市吉倉字前田
- スズキアリーナ福島南：福島市鳥谷野字南光原
- スズキアリーナ福島中央：福島市御山字稲荷田
- スズキアリーナ会津：会津若松市町北町大字始字宮前
- スズキアリーナ郡山西：郡山市喜久田町字松ヶ作
- スズキアリーナ郡山：郡山市島
- スズキアリーナ小名浜中央：いわき市小名浜島字高田町
- スズキアリーナ自由ケ丘：いわき市自由ケ丘
- スズキアリーナ白河：白河市鶴巻山
- U's STATION須賀川：須賀川市牛袋町
- スズキアリーナ喜多方：喜多方市字大谷地田
- スズキアリーナ原町：南相馬市原町区雫字南大江下
- スズキアリーナあだたら[2]：安達郡大玉村大山字壇

## スポンサー番組

### 過去のスポンサー番組
- FNN･FTVニュース→FNNスピークWeekend→FNNプライムニュース デイズ→FNN Live News days（日曜日）

## その他
- CMではスズキの自動車のCMを流した後15秒間のアナウンスで「お求めは、福島・二本松地区はご覧の各店、また、○○・○○地区はご覧のSのマークの各店までどうぞ。」、「お求めは、○○・○○地区はご覧のSのマークの各店へ、また、○○・○○地区はご覧の各店までどうぞ。」、「お求めは、ご覧のスズキアリーナ各店と、スズキ自販福島各店までどうぞ。」など[3]。
- 福島中央テレビでもスズキ自販福島でセニアカーのCMが流されているが、この最後の部分ではスズキのロゴとスズキ自販福島、電話番号の字幕が表示されている。